# Arothron stellatus
Poisson-ballon étoilé
Espèce
Statut de conservation UICN

 LC  : Préoccupation mineure
Arothron stellatus, ou communément nommé Poisson-ballon étoilé, est une espèce de poissons marins démersale de la famille des tétrodons.

## Description
Arothron stellatus est un poisson-ballon de bonne taille pouvant atteindre 120 cm de long. Son corps est ovale, globuleux et relativement allongé. Le corps ne possède pas d'écailles ni de nageoires pelviennes. La nageoire dorsale et anale sont de taille réduite, situées bien en arrière du corps de manière symétrique. Sa tête est grande et sa bouche est terminale dotée de quatre fortes dents. Il a deux paires de narines sur son court museau.
La couleur de fond du corps est blanche à grise et le corps est constellé de points noirs disposés de manière régulière créant une livrée harmonieuse. La partie ventrale est plus claire. La taille des points est inversement proportionnel à la taille de l'individu, donc un jeune individu aura des gros points et un adulte de taille maximale aura de petits points.
Les juvéniles ont une couleur de fond jaunâtre avec des traits noirs.
Les  jeunes adultes ont des traits noir sur la zone ventrale qui deviendront des points durant la croissance et encore des réminiscences de jaune sur le corps.

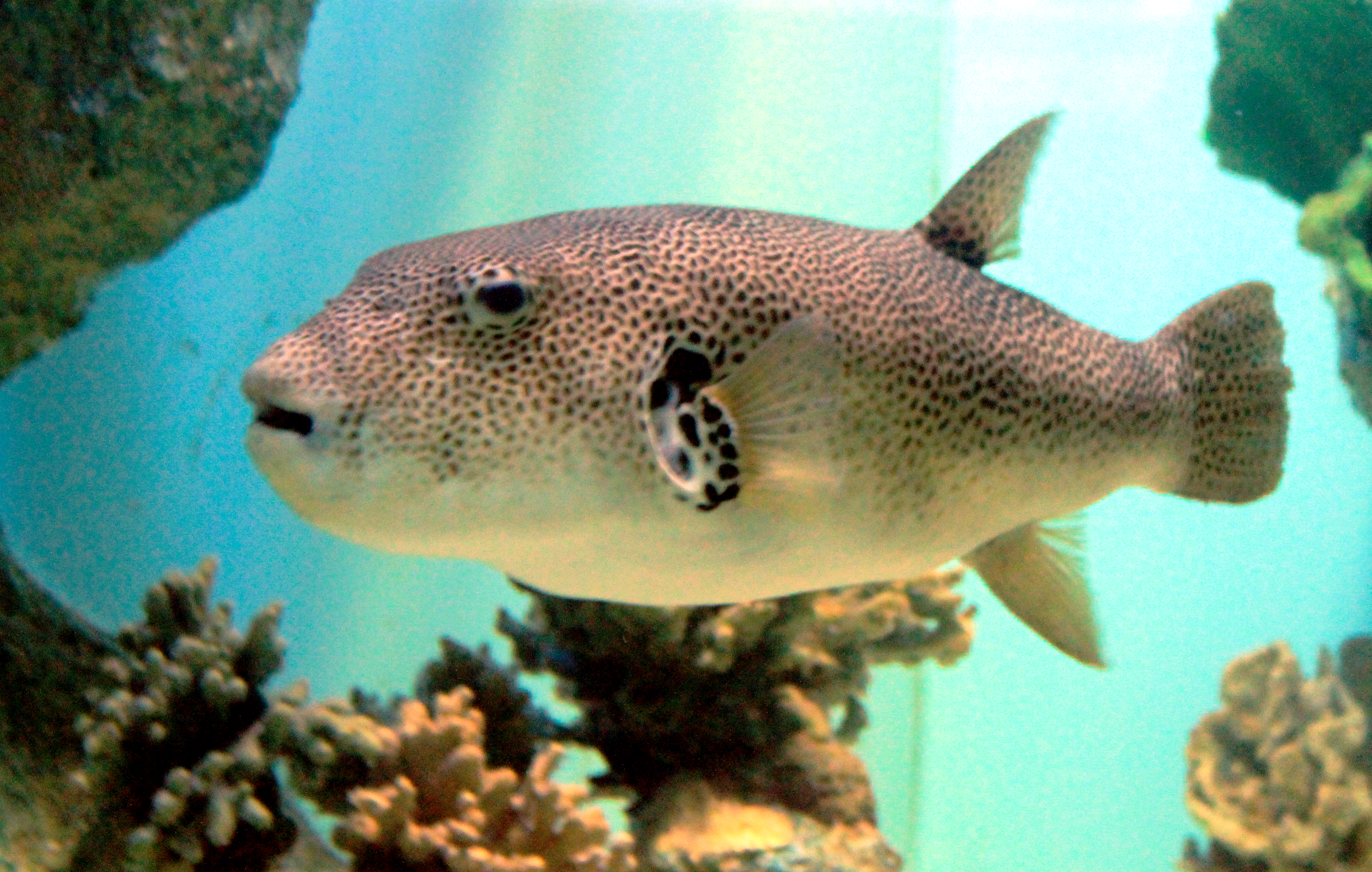
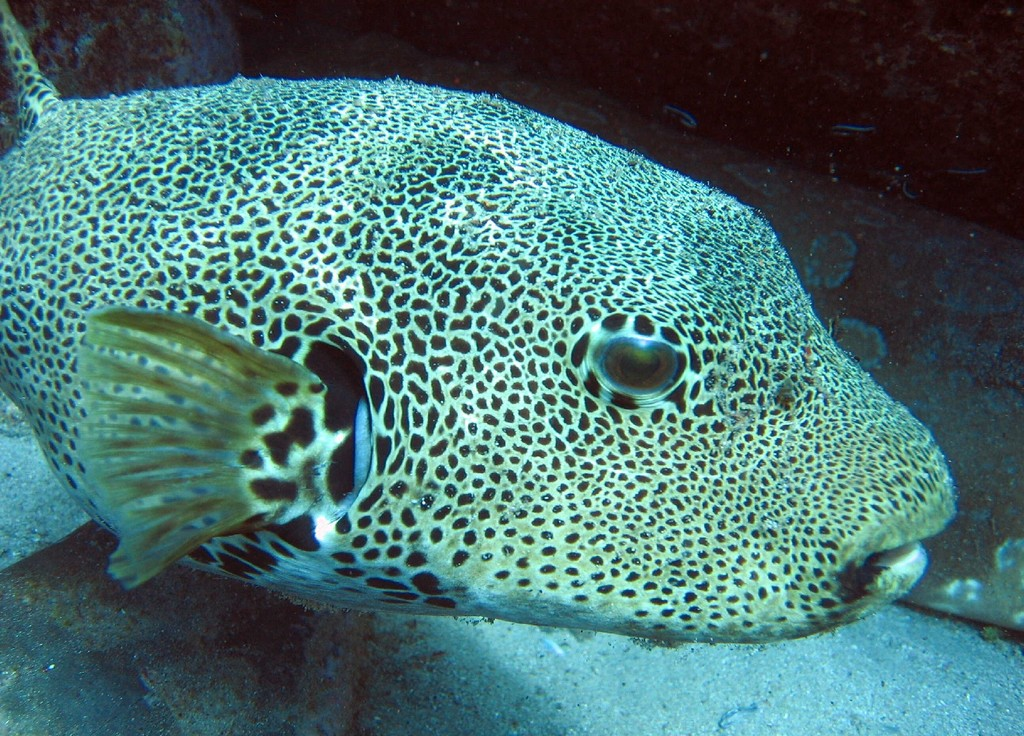
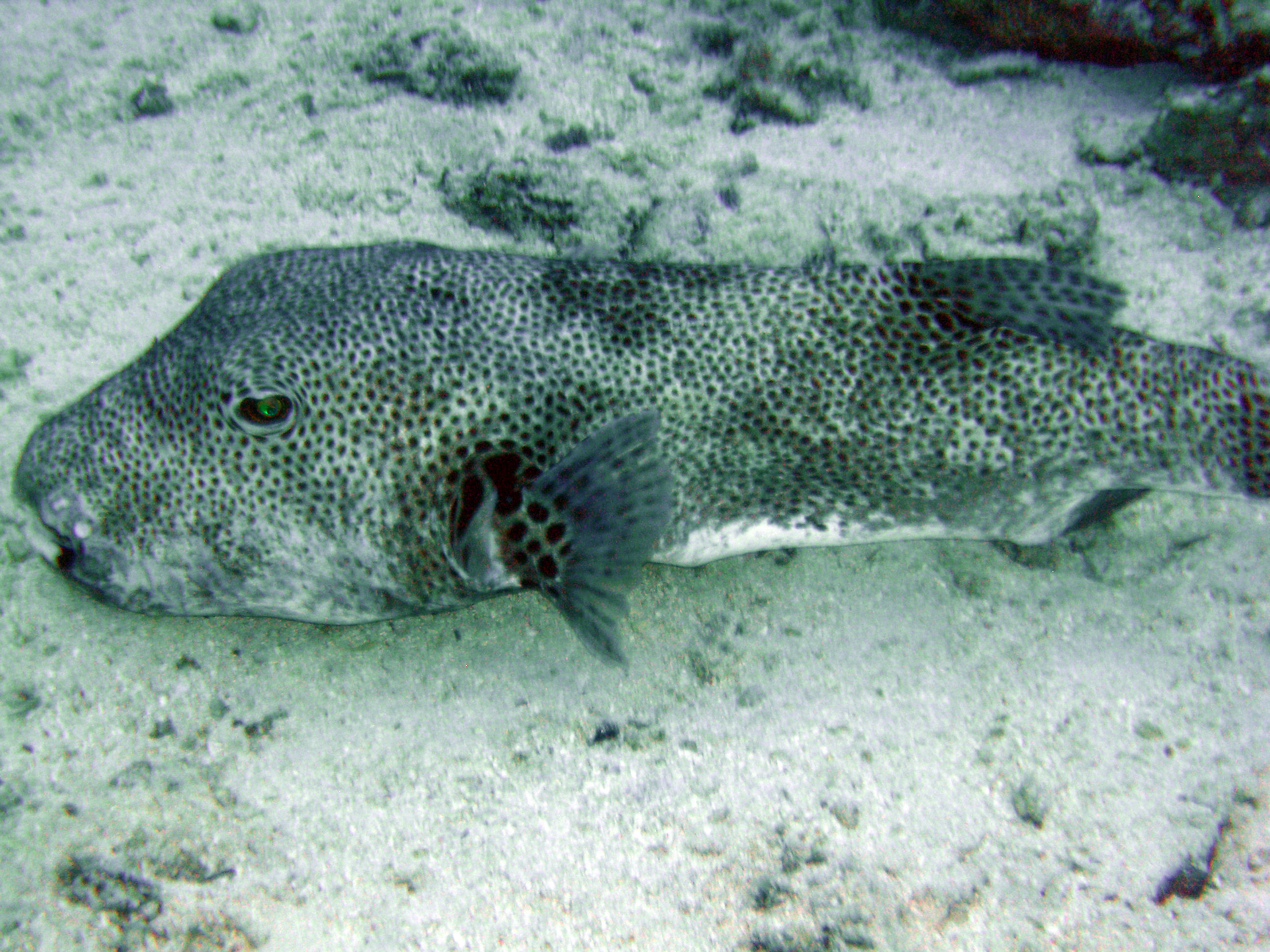
Au repos
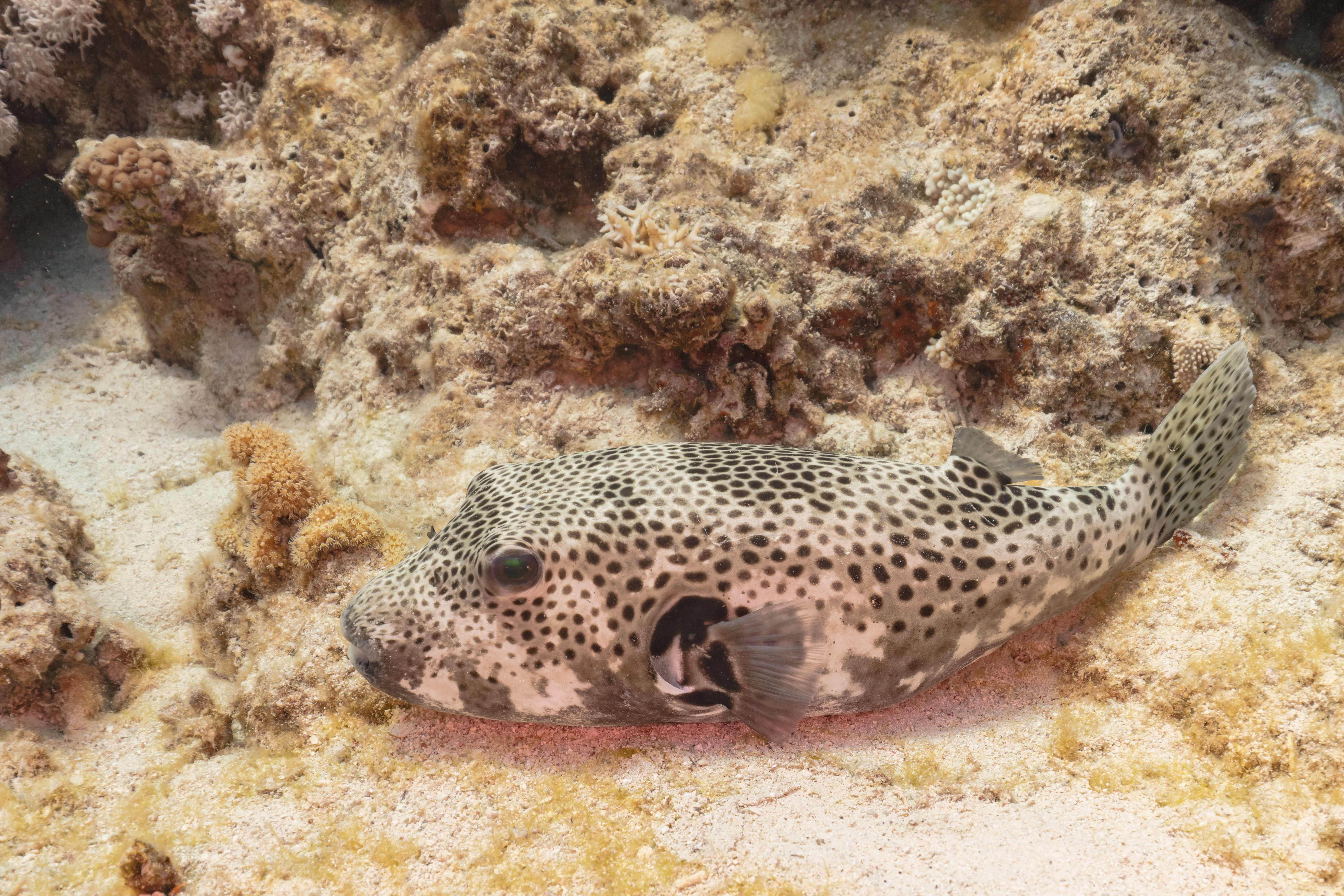

## Distribution & habitat
Il fréquente les eaux tropicales et subtropicales de l'Océan Indien, Mer Rouge incluse, jusqu'aux îles du centre de l'Océan Pacifique. Il affectionne les pentes externes des récifs ainsi que les lagons abrités et aux eaux claires, mais toujours à proximité directe de zones sablonneuses de la surface à 58 m de profondeur.

## Alimentation

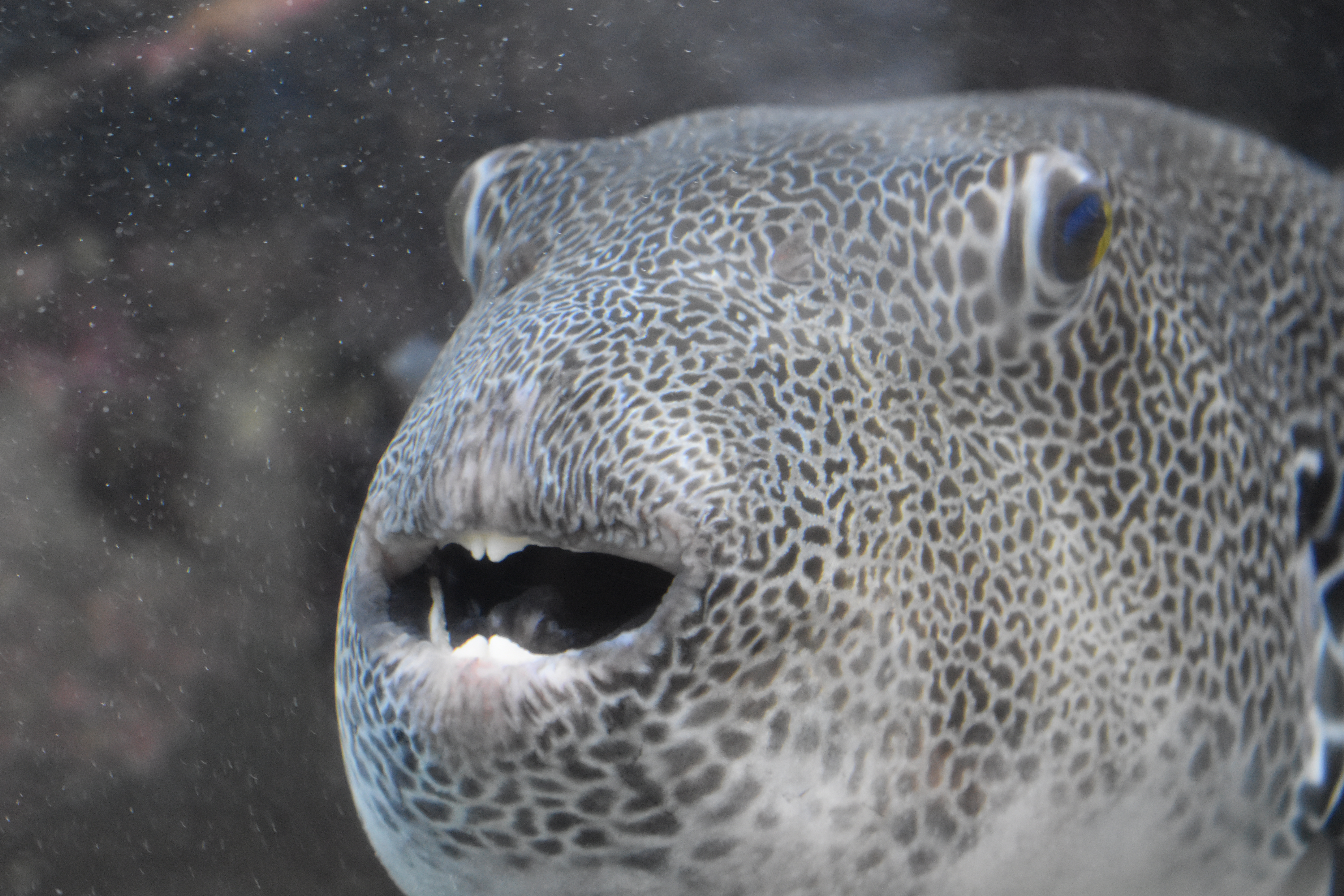
Dents en forme de bec de lArothron stellatus.

Il se nourrit d'invertébrés benthiques, d'algues, d'éponges, de crustacés et de corail comme des pointes d'Acropora qu'il dépèce grâce à ses quatre grosses dents soudées en un bec très fort.

## Comportement
Cet Arothron une activité diurne, il est solitaire et territorial .

## Synonymes
Cette espèce a fait l'objet de nombreuses descriptions ayant donné lieu à des noms binomiaux non valides.